# Leopold Auenbrugger
Joseph Leopold Auenbrugger ou Joseph Leopold von Auenbrugg, né le 19 novembre 1722 à Graz et mort le 18 mai 1809 à Vienne), est un médecin et librettiste autrichien. Il est considéré comme l'inventeur de la technique  de la percussion lors de l'examen médical.

## Biographie
Il était fils d'un restaurateur et dès son enfance aidait son père dans l'auberge « Zum Schwarzen Mohren » et c'est là qu'il apprit à estimer le remplissage des tonneaux de vin en frappant sur leur paroi.
Son père mourut quand il était encore jeune, mais il laissait du bien et son fils put étudier la médecine à Graz, puis à Vienne, où il eut parmi ses enseignants Gerhard Swieten à qui, par la suite, il dédia un de ses livres. Après la fin de ses études en 1751, il exerça comme médecin-adjoint à l'Hôpital militaire espagnol. À cette époque, il remarqua des différences de son, si on frappait à des endroits différents à la surface de la paroi thoracique. Il étudia ce phénomène de façon approfondie et publia en 1761 un ouvrage en latin intitulé Inventum novum ex percussione thoracis humani ut signo abstrusos interni pectoris morbos detegendi (« Nouvelle invention pour détecter les signes des maladies cachées de la poitrine par la percussion du thorax chez l'homme »). C'est ainsi qu'il est considéré comme l'inventeur de la percussion thoracique.
Il y décrivit entre autres le phénomène de la matité et l'explique par une quantité d'air réduite sous le tissu. Il répertoria aussi les tableaux cliniques divers dans lesquels il avait trouvé une matité accrue.
En 1762 il quitta l'Hôpital espagnol et devint médecin à la cour de Marie-Thérèse. Un de ses ouvrages sur le traitement au camphre de différentes maladies (1783) lui apporta une grande réputation. En 1784 il fut anobli et s’appela désormais « von Auenbrugg ». Son travail sur la percussion ne suscita d'abord que peu d'intérêt et tomba pratiquement dans l'oubli pendant presque quarante ans ; c'est Jean-Nicolas Corvisart, médecin personnel de Napoléon qui le redécouvrit et le traduisit en français, langue dans laquelle il fut publié à Paris en 1808. La première version en allemand parut à Vienne, en 1843.
Il écrivit aussi le livret pour une œuvre d'Antonio Salieri (Der Rauchfangkehrer) – au mariage duquel il était témoin en octobre 1774 - la première eut lieu à Vienne en 1781. On peut croire que ses connaissances musicales l’ont considérablement servi pour lui permettre de distinguer les sons dans la poitrine et les interpréter.
Le mérite de Leopold Auenbrugger est d'avoir été, grâce à sa découverte, un des pionniers du diagnostic physique avec René Laënnec (1781-1826), l'inventeur du stéthoscope.

## Eponymie
- Signe d'Auenbrugger[1]

## Œuvres et publications
- Nouvelle méthode pour reconnaître les maladies internes de la poitrine par la percussion de cette cavité, [ouvrage édité, traduit du latin et commenté par Jean-Nicolas Corvisart, 1808, Texte intégral.